# 완소칠

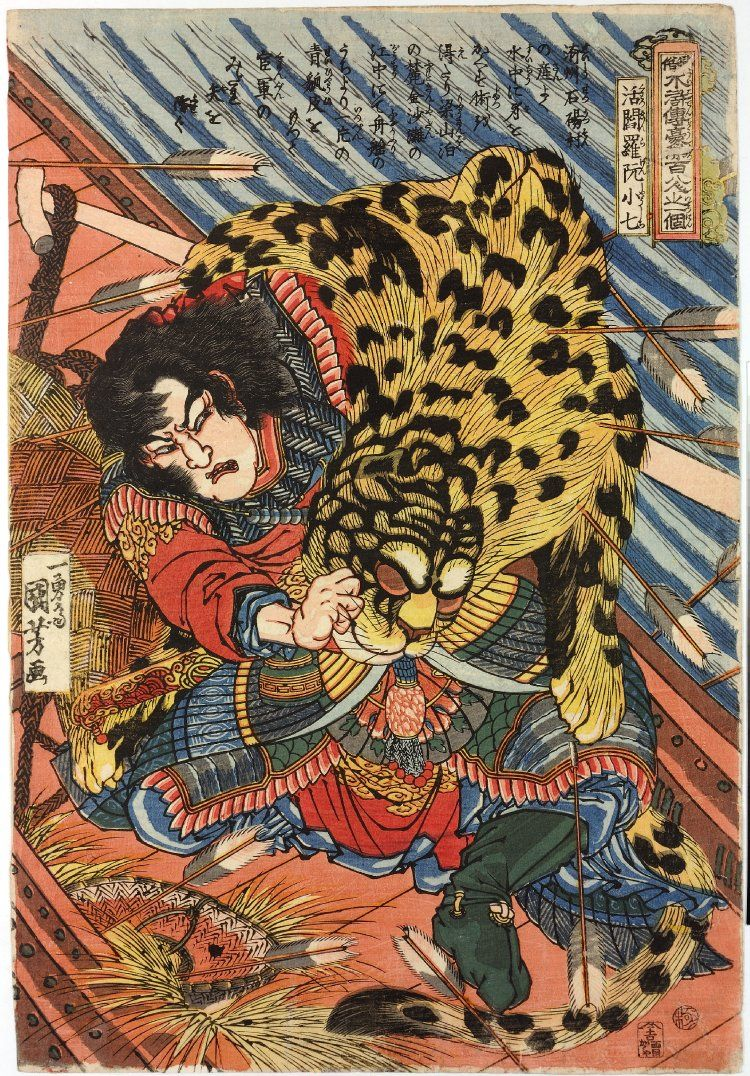

완소칠(阮小七)은 중국의 사대기서(四大奇書) 중 하나인 《수호전》(水滸傳)에 등장하는 인물로, 108성 중 31위이자 천강성(天罡星)의 천패성(天敗星)에 해당한다. 난폭한 성격으로 주변 사람들이 두려워했으며, '살아 있는 염라대왕(閻魔大王)'이라는 의미의 활염라(活閻羅)라는 별호로 불린다. 완소이(阮小二) · 완소오(阮小五)와 형제 관계이며, 완씨 삼형제 중 막내이다.

## 생애
양산박(梁山泊) 인근에 있는 석갈촌(石碣村)에 거주하는 완씨 집안의 삼남으로 태어났으며, 형제들과 함께 어부 일을 하면서 생계를 유지하였다. 하지만 관리들의 가혹한 세금 징수와 양산박의 산적들로 인해 생활고를 겪었고, 착실하게 사는 것이 무의미하다는 생각에 암시장(暗市場)에도 손을 대는 등 생계를 위해 불법적인 일을 하기도 했다.
어느 날 평소에 자신들이 신세를 지고 있던 오용(吳用)이 찾아왔으며, 완씨 심형제는 자신들의 삶의 처지에 대해 불만을 토로하며 자신들의 솜씨를 발휘할 만한 방법이 없다고 한탄하였다. 이 때 오용은 완씨 심형제에게 자신과 친분이 있는 조개(晁蓋)가 유당(劉唐)과 함께 북경대명부의 유수사(留守使)인 양세걸(梁世傑)이 자신의 장인인 채경(蔡京)의 생일 선물로 보내는 생신강(生辰綱)을 강탈하려는 계획을 세웠으니 함께 협력해달라고 부탁하였고, 평소에 자신들이 모시고 싶어했던 조개와 함께 하기를 원했던 완씨 삼형제는 기꺼이 수락했다.
이후에 합류한 공손승(公孫勝)까지 총 7명으로 생신강 강탈을 계획했으며, 이들이 함께 계략을 꾸며 생신강을 탈취하는 데 성공했다. 그 뒤 관군의 추격을 피해 양산박에 몸을 의지하려는 조개를 따하 함께 양산박으로 갔으나, 이전과 마찬가지로 양산박의 두령인 왕륜(王倫)이 자신의 지위 보전을 위해 조개를 받아들이지 않았다. 이에 임충(林冲)이 왕륜을 설득하려 했지만 실패했고, 결국 임충이 왕륜을 살해한 뒤 조개를 새로운 두령으로 삼자 완씨 삼형제 또한 양산박의 일원이 되었다. 그 직후 조개 일행을 공격하기 위해 제주(濟州)의 관리 하도(何濤)가 관군을 이끌고 양산박으로 왔으며, 완씨 삼형제는 어부로서의 경험과 양산박의 지형을 이용한 수상전을 펼쳐 이들을 전멸시켰다.
그 뒤 완씨 삼형제는 양산박의 수군(水軍)을 이끌었으며, 능진(凌振)이 이끄는 포병 부대를 전멸시키는 등의 활약을 했다. 이후 관승(關勝)과의 싸움에서 장횡(張橫)이 붙잡히자 장순(張順)의 만류를 듣지 않고 독자적으로 관승을 공격했으나 오히려 완소칠이 사로잡혔고, 이후 양산박 동료들의 활약으로 완소칠은 구출되었다.
108성 집결 이후에는 수군 두령(頭領) 중 한 명으로 임명되었으며, 관군과의 계속된 전투에서 좋은 활약을 보였다. 이후 조정에서 양산박의 귀순을 권하자 완씨 삼형제는 적극적으로 반대했지만, 결국 양산박은 조정에 귀순하였다. 하지만 그 뒤에도 완씨 삼형제의 활약은 계속되었지만, 계속적으로 송강(宋江)에게 조정에 대한 불만을 늘어놓는 등 조정에 대한 불신감을 드러내었다.
이후 방랍(方臘)의 난을 진압하는 과정에서 강남(江南)이 하천이 많은 지형이라는 점을 이용해 활약했으며, 자신의 첫째 형 완소이의 사망에도 불구하고 뛰어난 활약을 펼쳤다. 그 뒤 다른 수군 두령들과 함께 적에게 거짓 항복을 한 뒤 적의 내부에서 적을 공격해 청계(靑溪)를 함락시키는 데 공헌했으나, 그 과정에서 자신의 둘째 형 완소오가 사망했다. 방랍의 난을 평정한 뒤 완소칠은 방랍의 곤룡포를 뒤집어 쓴 채 방랍의 흉내를 내며 진내를 누볐고, 이를 조정에서 파견되어 온 신하들이 반역자의 흉내를 내고 천자(天子)를 참칭한다며 못마땅해하자 완소칠은 그들과 실랑이를 벌였다. 그 결과 완소칠은 자신에게 주어진 관직을 박탈당했으며, 이후에는 고향으로 내려가 어머니를 모시며 천수를 누린 뒤 사망했다.
《수호후전》은 완소칠이 어머니를 모시다가 장간판과 시비가 붙어 다시 산적으로 돌아가면서 이야기가 시작된다.